# 清津港駅
清津港駅（チョンジナンえき、朝鮮語: 청진항역）は、朝鮮民主主義人民共和国咸鏡北道清津市新岩区域にある駅で、清津港線に属する。 

## 隣の駅
清津港線
清津青年駅 - 清津港駅  